# آرش برهانی
آرش برهانی (زادهٔ ۲۳ شهریور ۱۳۶۲) بازیکن فوتبال بازنشسته و مربی فوتبال کنونی ایرانی است. وی با ۱۰۷ گل رسمی، بهترین گلزن تاریخ باشگاه فوتبال استقلال تهران است.
آرش برهانی با ۱۰۷ گل زده بالاتر از فرهاد مجیدی بهترین گلزن تاریخ باشگاه فوتبال استقلال تهران است، او با لباس استقلال صاحب دو عنوان آقای گلی شد، یک بار نیز در لیگ برتر ایران فصل ۱۳۸۸-۱۳۸۷ با ۲۱ گل آقای گل شد، و در فصل ۱۳۸۹-۱۳۸۸ با ۵ گل زده این عنوان را در جام حذفی ایران هم تکرار کرد.

## زندگی شخصی
آرش برهانی در ۲۳ شهریور سال ۱۳۶۲ در محله خواجوی کرمان به دنیا آمد. وی در خانواده‌ای ۹ نفره بزرگ شد. برهانی ۲ خواهر و ۵ برادر دارد. او فوتبال خود را از تیم میلاد کرمان آغاز کرد و در ابتدا دروازه‌بان بود اما به دلیل شم بالای گل‌زنی به خط حمله رفت و در پست مهاجم به بازی پرداخت. برهانی بعد از میلاد کرمان به تیم‌های شهرداری کرمان و بانک تجارت رفت. در فصل ۸۱–۱۳۸۰ برهانی به تیم جوانان پاس تهران پیوست و بعد از تنها یک فصل حضور در این تیم به تیم بزرگسالان پاس پیوست.
برهانی در سال ۱۳۹۷ با پگاه سلیم ازدواج کرد. او اکنون صاحب یک فرزند پسر به نام شاهان است که در سال ۱۳۹۹ به دنیا آمد.

## رکورد ها
- بهترین گلزن تاریخ باشگاه فوتبال استقلال تهران با ۱۰۷ گل زده.
- بهترین گلزن تاریخ باشگاه فوتبال استقلال تهران در لیگ برتر خلیج فارس با ۸۰ گل زده.
- بهترین گلزن تاریخ باشگاه فوتبال استقلال تهران در جام حذفی ایران با ۱۳ گل زده.
- سریعترین هتریک تاریخ لیگ برتر خلیج فارس آرش برهانی در فصل ۱۳۸۸-۱۳۸۷ و در بازی استقلال تهران و پیکان قزوین موفق به زدن ۳ گل در ۹ دقیقه شد که این اتفاق باعث سریعترین هتریک در تاریخ لیگ ایران شد.

## عملکرد باشگاهی

### پاس تهران: ۱۳۸۵–۱۳۸۱

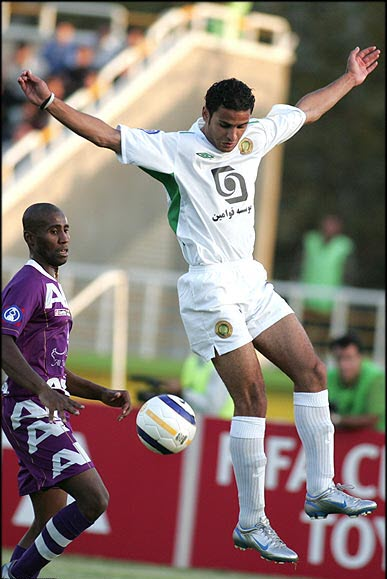
برهانی در دیدار پاس و العین در مرحله یک‌چهارم نهایی لیگ قهرمانان آسیا ۲۰۰۵، آخرین مسابقه تاریخ پاس تهران در رقابت‌های بین‌المللی.

برهانی بعد از یک فصل حضور در تیم جوانان پاس در ابتدای فصل ۸۲–۱۳۸۱ به تیم بزرگسالان پاس پیوست و این تیم را در لیگ برتر همراهی کرد. برهانی در پاس دوران موفقیت‌آمیزی داشت، وی در نخستین فصل حضورش در ۱۸ بازی لیگ برتر ۸۲–۱۳۸۱ به میدان رفت و ۴ گل نیز برای پاس به ثمر رساند و در دومین فصل حضورش در ۲۴ مسابقه در لیگ برتر ۸۳–۱۳۸۲ برای پاس به میدان رفت و ۱۲ گل زد و به همراه این تیم قهرمان لیگ برتر شد. تعدادی از گل‌های برهانی که در تعیین قهرمانی پاس مؤثر بودند همچون گلزنی در برابر سپاهان در هفته یکی مانده به آخر لیگ و هت‌تریک در مقابل استقلال اهواز در هفته پایانی لیگ برتر. فصل ۸۴–۱۳۸۳ نیز برای برهانی موفقیت‌آمیز بود: در ابتدای فصل برهانی به همراه پاس قهرمان جام صلح و دوستی تهران شد. برهانی در این فصل در لیگ برتر ۸۴–۱۳۸۳ برای پاس ۲۵ مسابقه انجام داد و ۹ گل نیز به ثمر رساند. همچنین این فصل نخستین فصلی بود که برهانی در رقابت‌های بین‌المللی به میدان رفت، پاس در پی قهرمانی در لیگ برتر ۸۳–۱۳۸۲ به عنوان نماینده ایران در لیگ قهرمانان آسیا ۲۰۰۵ حاضر شد. برهانی در این مسابقات ۷ بار به میدان رفت و ۳ گل نیز برای پاس به ثمر رساند. گل‌های برهانی عبارت بودند از ۱ گل خارج از خانه در برابر الریان قطر که با برد ۱–۲ پاس به همراه بود و ۲ گل در دو بازی رفت و برگشت مرحله یک‌چهارم نهایی در برابر العین امارات. با وجود این گلزنی‌ها تیم پاس در برابر العین در مجموع دو بازی رفت و برگشت به نتیجه مساوی ۴–۴ رسید و به دلیل قانون گل زده در خانه حریف از صعود به دور بعد بازماند. این نتایج در حالی به دست آمد که تیم پاس در بازی برگشت در تهران تا دقایق آخر با نتیجه ۳–۱ پیروز بود اما با پذیرش دو گل در ۱۰ دقیقه آخر از صعود بازماند. برهانی در این بازی مصدوم شد و از زمین بیرون رفت. فصل بعد برهانی پاس را در لیگ برتر ۸۵–۱۳۸۴ همراهی کرد و در ۲۷ بازی ۸ گل برای تیمش به ثمر رساند تا برای سومین فصل پیاپی عنوان بهترین گلزن پاس را از آن خود کند. برهانی در این فصل با پاس نائب قهرمان لیگ برتر شد.

### انتقال به امارات و بازگشت به پاس: ۸۶–۱۳۸۵
در ابتدای فصل ۰۷–۲۰۰۶ برهانی به تیم النصر امارات پیوست. این تیم فرهاد مجیدی دیگر بازیکن ایرانی را نیز به خدمت گرفته بود. انتقال برهانی در شرایطی انجام شد که در فصل‌های پیش از آن نیز مذاکراتی برای انتقال او به خارج از ایران و بازی کردن در تیم‌های کویتی و اماراتی مطرح شده بود اما این جابه‌جایی‌ها انجام نشدند. حضور برهانی در النصر چندان موفقیت‌آمیز نبود و وی در گلزنی ناموفق نشان داد که این امر انتقادهای فراوان مطبوعات امارات را به دنبال داشت. در عین حال پاس تیم سابق برهانی نیز در لیگ برتر ۸۶–۱۳۸۵ چندان شرایط خوبی نداشت و در میانه جدول رده‌بندی متوقف شده بود. با این شرایط مدیران پاس با مدیران النصر مذاکره کردند تا در نیم‌فصل دوم برهانی به پاس بازگردد. برهانی در بازگشت به پاس نیز چندان چهره موفقی از خود نشان نداد و در بازی‌های لیگ تنها ۱ گل برای پاس به ثمر رساند. امتیاز تیم پاس در پایان این فصل به همدان واگذار شد و تیم پاس با نام تیم پاس همدان در مسابقات فصل بعد حضور یافت. مسابقه پاس برابر استقلال تهران در هفته سی‌ام و پایانی لیگ برتر آخرین بازی‌ای بود که این تیم با نام پاس تهران در مسابقات شرکت کرد. برهانی یکی از ۱۱ بازیکن پاس در آن بازی بود.

### حضور در استقلال: ۱۳۹۵–۱۳۸۶

آرش برهانی در ترکیب ثابت استقلال پیش از آغاز مسابقه پایانی این تیم در لیگ برتر هشتم/۶ اردیبهشت‌ماه سال ۱۳۸۸/پیام مشهد۰–۱استقلال

آرش برهانی در کل ادوار لیگ ایران با زدن ۱۴۳ گل، دومین آقای گل ادوار لیگ ایران پس از غلام‌رضا عنایتی و با ۱۸۵ گل را دارد. همچنین در سال ۱۳۸۸_۱۳۸۷ آرش برهانی از استقلال با ۲۱ گل به آقای گلی رسید.
آرش برهانی در ۱۶ شهرآورد برای تیم استقلال بازی کرده‌است و موفق به زدن ۳ گل در این بازیها شده‌است.که البته یکی از گلهای برهانی در بازی دوستانه شهرآورد تهران بوده و در جمع گلهای رسمی این بازیکن محسوب نمی‌شود. 

آرش برهانی با ۲ گلی که در مقابل مس کرمان در هفته ۲۱ لیگ برتر۹۲–۹۱ به ثمر رساند، با پیشی گرفتن از علی جباری بازیکن اسبق استقلال با ۸۹ گل زده به ۹۱ گل زده با پیراهن استقلال رسید و عنوان برترین گلزن تاریخ باشگاه استقلال را از آن خود کرد. وی صدمین گل خود را در دیدار مقابل سایپا در روز ۲۰ بهمن ۱۳۹۲ به ثمر رساند و پس از آن اشک شوق ریخت.

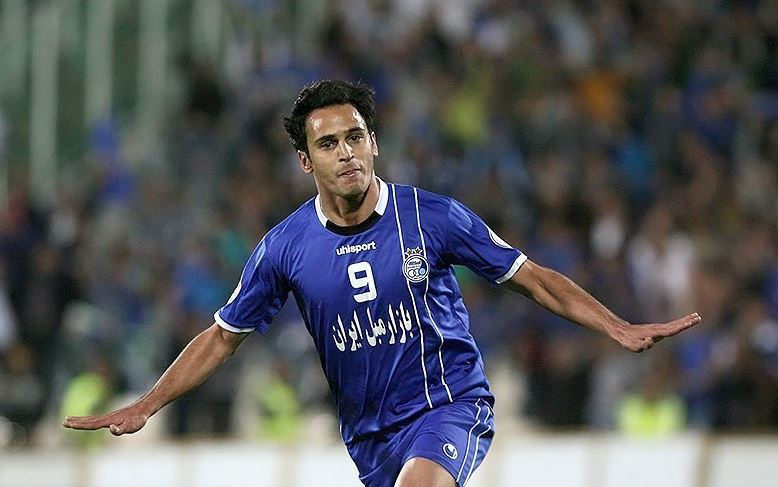
خوشحالی آرش برهانی پس از گلزنی به الریان در لیگ قهرمانان آسیا ۲۰۱۳/۳ اردیبهشت‌ماه سال ۱۳۹۲/استقلال۳–۰الریان

برهانی در مجموع ۱۰۷ گل با پیراهن استقلال در بازیهای رسمی به ثبت رسانده که شامل ۸۰ گل در بازی‌های لیگ برتر، ۱۳ گل در جام حذفی، ۱۴ گل در لیگ قهرمانان آسیا و ۲ گل در پلی‌آف لیگ قهرمانان آسیا بوده‌است.

برهانی با زدن ۱۱۵ گل در لیگ برتر با پیراهن دو تیم استقلال (۸۰) و پاس تهران (۳۵) پس از عنایتی و رجب‌زاده سومین گلزن تاریخ لیگ برتر است.

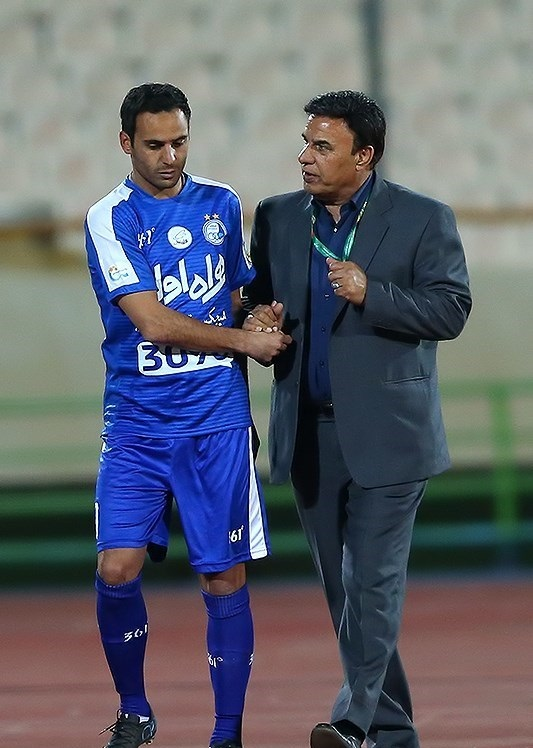
سمت راست پرویز مظلومی و سمت چپ آرش برهانی در فصل ۱۳۹۵–۱۳۹۴.

همچنین با ۸۰ گلی که با پیراهن استقلال در لیگ برتر به ثمر رسانده‌است در رده دوم جدول بهترین گلزنان لیگ برتر با پیراهن یک تیم قرار گرفته‌است (در این جدول مهدی رجب‌زاده با زدن ۹۲ گل با پیراهن ذوب‌آهن اصفهان در رتبه اول قرار دارد).

### پیکان و خداحافظی از فوتبال: ۹۶–۱۳۹۵

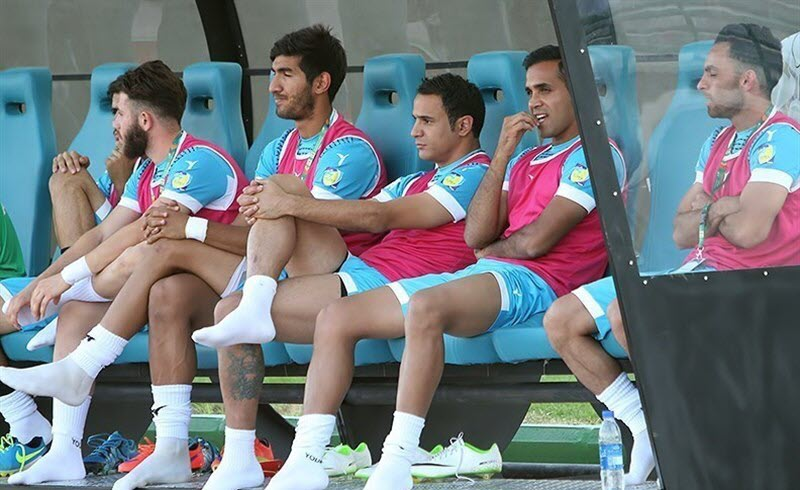
برهانی نفر وسط بر روی نیمکت پیکان در ۱۳۹۵، برهانی در نیم‌فصل نخست لیگ برتر ۹۶–۱۳۹۵ پیراهن پیکان را پوشید اما بیشتر بر روی نیمکت نشست

برهانی بعد از جدایی از استقلال در ابتدای فصل ۹۶–۱۳۹۵ به تیم پیکان پیوست اما در این تیم حضوری بسیار کوتاه و ناموفق داشت. برهانی تنها ۵ بازی برای پیکان در لیگ برتر انجام داد و سایر بازی‌ها را از روی نیمکت دنبال کرد. مجید جلالی مربی وقت پیکان دلیل نیمکت‌نشینی برهانی را اضافه وزن و ناآماده بودنش عنوان کرد. در پی ادامه‌دار شدن حضور برهانی بر روی نیمکت و نارضایتی وی از شرایطش برهانی در ۱ بهمن ۱۳۹۵ قراردادش با این تیم را فسخ کرد. آخرین حضور برهانی در پیکان بازی این تیم در مقابل ذوب‌آهن اصفهان در ۱۲ آذر ۱۳۹۵ بود که برهانی در دقیقه ۷۸ به میدان آمد. این بازی با شکست 1-6 پیکان همراه بود.
در نهایت پس از حضور در پیکان تهران، آرش برهانی با انتشار عکسی در اینستاگرام از کفش‌های فوتبال آویخته خود در تاریخ ۳۰ فروردین سال ۱۳۹۶ از دنیای بازیکنی فوتبال خداحافظی کرد.

### آمار باشگاهی
تا ۵ مهر ۱۳۹۹
| عملکرد آرش برهانی در بازی‌های باشگاهی | عملکرد آرش برهانی در بازی‌های باشگاهی | عملکرد آرش برهانی در بازی‌های باشگاهی | عملکرد آرش برهانی در بازی‌های باشگاهی | عملکرد آرش برهانی در بازی‌های باشگاهی | عملکرد آرش برهانی در بازی‌های باشگاهی | عملکرد آرش برهانی در بازی‌های باشگاهی | عملکرد آرش برهانی در بازی‌های باشگاهی | عملکرد آرش برهانی در بازی‌های باشگاهی | عملکرد آرش برهانی در بازی‌های باشگاهی | عملکرد آرش برهانی در بازی‌های باشگاهی |
| عملکرد باشگاه                        | عملکرد باشگاه                        | عملکرد باشگاه                        | لیگ                                  | لیگ                                  | جام حذفی                             | جام حذفی                             | بین‌المللی                            | بین‌المللی                            | جمع                                  | جمع                                  |
| باشگاه                               | فصل                                  | لیگ                                  | بازی                                 | گل                                   | بازی                                 | گل                                   | بازی                                 | گل                                   | بازی                                 | گل                                   |
| ایران                                | ایران                                | ایران                                | لیگ برتر                             | لیگ برتر                             | جام حذفی                             | جام حذفی                             | بین‌المللی                            | بین‌المللی                            | جمع                                  | جمع                                  |
| ------------------------------------ | ------------------------------------ | ------------------------------------ | ------------------------------------ | ------------------------------------ | ------------------------------------ | ------------------------------------ | ------------------------------------ | ------------------------------------ | ------------------------------------ | ------------------------------------ |
| پاس                                  | ۸۲–۱۳۸۱                              | لیگ برتر                             | ۱۸                                   | ۴                                    | ۲                                    | ۰                                    | _                                    | _                                    | ۲۰                                   | ۴                                    |
| پاس                                  | ۸۳–۱۳۸۲                              | لیگ برتر                             | ۲۴                                   | ۱۲                                   | ۰                                    | ۰                                    | _                                    | _                                    | ۲۴                                   | ۱۲                                   |
| پاس                                  | ۸۴–۱۳۸۳                              | لیگ برتر                             | ۲۵                                   | ۹                                    | ۰                                    | ۰                                    | _                                    | _                                    | ۲۵                                   | ۹                                    |
| پاس                                  | ۸۵–۱۳۸۴                              | لیگ برتر                             | ۲۷                                   | ۸                                    | ۰                                    | ۰                                    | ۷                                    | ۴                                    | ۳۴                                   | ۱۲                                   |
| مجموع پاس                            | مجموع پاس                            | مجموع پاس                            | ۹۴                                   | ۳۳                                   | ۲                                    | ۰                                    | ۷                                    | ۴                                    | ۱۰۳                                  | ۳۷                                   |
| امارات                               | امارات                               | امارات                               | لیگ امارات                           | لیگ امارات                           | جام حذفی                             | جام حذفی                             | بین‌المللی                            | بین‌المللی                            | جمع                                  | جمع                                  |
| النصر                                | ۰۷–۲۰۰۶                              | لیگ امارات                           | ۷                                    | ۱                                    | ۲                                    | ۲                                    | _                                    | _                                    | ۹                                    | ۳                                    |
| مجموع النصر                          | مجموع النصر                          | مجموع النصر                          | ۷                                    | ۱                                    | ۲                                    | ۲                                    | _                                    | _                                    | ۹                                    | ۳                                    |
| ایران                                | ایران                                | ایران                                | لیگ برتر                             | لیگ برتر                             | جام حذفی                             | جام حذفی                             | بین‌المللی                            | بین‌المللی                            | جمع                                  | جمع                                  |
| پاس                                  | ۸۶–۱۳۸۵                              | لیگ ایران                            | ۱۱                                   | ۲                                    | ۰                                    | ۰                                    | _                                    | _                                    | ۱۱                                   | ۲                                    |
| مجموع پاس                            | مجموع پاس                            | مجموع پاس                            | ۱۱                                   | ۲                                    | ۰                                    | ۰                                    | _                                    | _                                    | ۱۱                                   | ۲                                    |
| استقلال                              | ۸۷–۱۳۸۶                              | لیگ برتر                             | ۳۱                                   | ۸                                    | ۶                                    | ۴                                    | _                                    | _                                    | ۳۷                                   | ۱۲                                   |
| استقلال                              | ۸۸–۱۳۸۷                              | لیگ برتر                             | ۳۰                                   | ۲۰                                   | ۱                                    | ۵                                    | ۶                                    | ۲                                    | ۳۷                                   | ۲۷                                   |
| استقلال                              | ۸۹–۱۳۸۸                              | لیگ برتر                             | ۲۹                                   | ۱۱                                   | ۱                                    | ۳                                    | ۶                                    | ۰                                    | ۳۶                                   | ۱۴                                   |
| استقلال                              | ۹۰–۱۳۸۹                              | لیگ برتر                             | ۲۳                                   | ۱۴                                   | ۳                                    | ۰                                    | ۵                                    | ۲                                    | ۳۱                                   | ۱۶                                   |
| استقلال                              | ۹۱–۱۳۹۰                              | لیگ برتر                             | ۳۰                                   | ۸                                    | ۴                                    | ۰                                    | ۸                                    | ۵                                    | ۴۲                                   | ۱۳                                   |
| استقلال                              | ۹۲–۱۳۹۱                              | لیگ برتر                             | ۲۷                                   | ۱۰                                   | ۴                                    | ۲                                    | ۹                                    | ۳                                    | ۴۰                                   | ۱۵                                   |
| استقلال                              | ۹۳–۱۳۹۲                              | لیگ برتر                             | ۲۱                                   | ۵                                    | ۳                                    | ۰                                    | ۵                                    | ۱                                    | ۲۹                                   | ۶                                    |
| استقلال                              | ۹۴–۱۳۹۳                              | لیگ برتر                             | ۲۴                                   | ۲                                    | ۱                                    | ۱                                    | _                                    | _                                    | ۲۵                                   | ۳                                    |
| استقلال                              | ۹۵–۱۳۹۴                              | لیگ برتر                             | ۱۴                                   | ۲                                    | ۲                                    | ۰                                    | _                                    | _                                    | ۱۶                                   | ۲                                    |
| مجموع استقلال                        | مجموع استقلال                        | مجموع استقلال                        | ۲۲۹                                  | ۸۰                                   | ۲۵                                   | ۱۵                                   | ۳۹                                   | ۱۳                                   | ۲۹۳                                  | ۱۰۷                                  |
| پیکان                                | ۹۶–۱۳۹۵                              | لیگ ایران                            | ۵                                    | ۰                                    | ۰                                    | ۰                                    | _                                    | _                                    | ۵                                    | ۰                                    |
| مجموع پیکان                          | مجموع پیکان                          | مجموع پیکان                          | ۵                                    | ۰                                    | ۰                                    | ۰                                    | _                                    | _                                    | ۵                                    | ۰                                    |
| مجموع آمار                           | مجموع آمار                           | مجموع آمار                           | ۳۴۶                                  | ۱۱۶                                  | ۲۹                                   | ۱۷                                   | ۴۶                                   | ۱۷                                   | ۴۲۱                                  | ۱۵۰                                  |

## عملکرد ملی
برهانی برای تیم ملی امید و بزرگسالان ایران نیز بازی کرده و با تیم ایران موفق به کسب مدال برنز بازی‌های آسیایی ۲۰۰۶ دوحه شد. وی برای تیم ملی ایران در ۳۷ مسابقه ۱۰ گل به ثمر رساند و در جام ملت‌های آسیا ۲۰۰۴ در تمامی مسابقات و در جام جهانی ۲۰۰۶ در دو بازی مقابل مکزیک و آنگولا به میدان رفت و با تیم ملی ایران در سال ۲۰۰۴ قهرمان مسابقات غرب آسیا شد. آرش برهانی به مدت ۷ سال برای تیم ملی ایران بازی کرد.

#### گل‌های ملی
| فهرست گل‌های ملی آرش برهانی | فهرست گل‌های ملی آرش برهانی | فهرست گل‌های ملی آرش برهانی | فهرست گل‌های ملی آرش برهانی | فهرست گل‌های ملی آرش برهانی | فهرست گل‌های ملی آرش برهانی | فهرست گل‌های ملی آرش برهانی |
| #                          | تاریخ                      | ورزشگاه                    | حریف                       | نتیجه                      | نتیجه نهایی                | تورنمنت                    |
| -------------------------- | -------------------------- | -------------------------- | -------------------------- | -------------------------- | -------------------------- | -------------------------- |
| ۱                          | ۲۱ ژوئن ۲۰۰۴               | آزادی، تهران               | سوریه                      | ۳–۰                        | ۷–۱                        | فوتبال غرب آسیا ۲۰۰۴       |
| ۲                          | ۲۱ ژوئن ۲۰۰۴               | آزادی، تهران               | سوریه                      | ۴–۰                        | ۷–۱                        | فوتبال غرب آسیا ۲۰۰۴       |
| ۳                          | ۲۳ ژوئن ۲۰۰۴               | آزادی، تهران               | عراق                       | ۲–۱                        | ۲–۱                        | فوتبال غرب آسیا ۲۰۰۴       |
| ۴                          | ۲۵ ژوئن ۲۰۰۴               | آزادی، تهران               | سوریه                      | ۳–۱                        | ۴–۱                        | فوتبال غرب آسیا ۲۰۰۴       |
| ۵                          | ۹ اکتبر ۲۰۰۴               | بین‌المللی خلیفه، دوحه      | قطر                        | ۲–۲                        | ۳–۲                        | مقدماتی جام جهانی ۲۰۰۶     |
| ۶                          | ۱۷ نوامبر ۲۰۰۴             | آزادی، تهران               | لائوس                      | ۶–۰                        | ۷–۰                        | مقدماتی جام جهانی ۲۰۰۶     |
| ۷                          | ۲ فوریه ۲۰۰۵               | آزادی، تهران               | بوسنی و هرزگوین            | ۲–۱                        | ۲–۱                        | بازی دوستانه               |
| ۸                          | ۲۸ مه ۲۰۰۶                 | پارک شهر، اوسیجک           | کرواسی                     | ۲–۱                        | ۲–۲                        | بازی دوستانه               |
| ۹                          | ۲ ژانویه ۲۰۰۹              | آزادی، تهران               | چین                        | ۱–۰                        | ۳–۱                        | بازی دوستانه               |
| ۱۰                         | ۱۲ اوت ۲۰۰۹                | عاصم فرهادویچ، سارایوو     | بوسنی و هرزگوین            | ۲–۲                        | ۳–۲                        | بازی دوستانه               |

## مربیگری
برهانی بعد از پایان دوران بازیگری در دوره‌های مربیگری همچون C و B و بدنسازی فوتبال شرکت کرد. برهانی اولین تجربه مربیگری خود را در خرداد ماه سال ۱۳۹۶ با تیم بزرگسالان داماش آغاز کرد. بعد از داماش در خرداد ماه ۱۳۹۷ سرمربی جوانان استقلال تهران شد. و اولین بازی خود را با پیروزی مقابل صبا آغاز کرد. برهانی در هفتم مرداد ماه ۱۳۹۷ سرمربی تیم شهرداری بندرعباس شد.

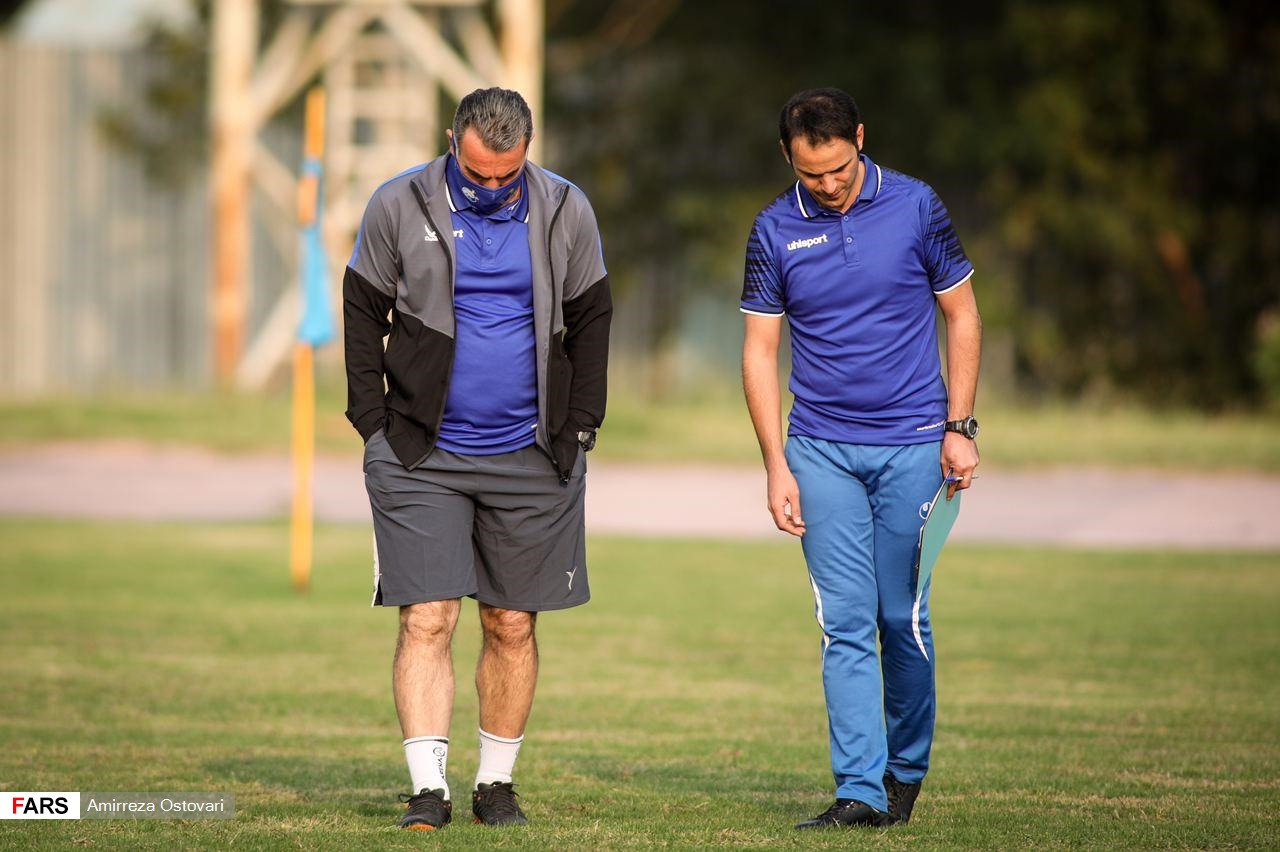
آرش برهانی و محمود فکری در اولین تمرین پیش فصل ۱۴۰۰–۱۳۹۹ استقلال.

در سال ۱۳۹۹ برهانی به عنوان دستیار محمود فکری و همچنین سرمربی تیم امید استقلال تهران درآمد.
برهانی در فصل ۰۰–۱۳۹۹ موفق به کسب عنوان قهرمانی لیگ برتر امید استان تهران با تیم امید استقلال تهران شد.
برهانی همراه با امید استقلال تهران توانست قهرمان لیگ دسته یک امید ایران در سال ۰۱–۱۴۰۰  و لیگ برتر امید استان تهران در سال ۰۲–۱۴۰۱ شود.
بعد از دوران خوب وی در تیم فوتبال امید استقلال برهانی در سال ۱۴۰۲ هدایت تیم فوتبال دسته یکی استقلال ملاثانی را به عنوان سرمربی برعهده گرفت، اما برهانی در دو زمان مختلف از پست سرمربیگری این تیم کنار گیری کرد، ولی در هر دو مقطع با بازگشت وی به این تیم همراه شد.

## افتخارات

### باشگاهی

#### پاس
- لیگ برتر فوتبال ایران (۱): ۸۳–۱۳۸۲

#### استقلال
- لیگ برتر فوتبال ایران (۲): ۸۸–۱۳۸۷، ۹۲–۱۳۹۱
- جام حذفی فوتبال ایران (۲): ۸۷–۱۳۸۶، ۹۱–۱۳۹۰

### ملی

#### تیم ملی امید
- برنز فوتبال بازی‌های آسیایی (۱): ۲۰۰۶

#### تیم ملی بزرگسالان
- مسابقات فوتبال غرب آسیا (۱): ۲۰۰۴

### انفرادی
- آقای‌گل لیگ برتر فوتبال ایران (۱): ۸۸–۱۳۸۷

### سرمربی
امید استقلال
- لیگ برتر امید استان تهران (۱): ۰۰–۱۳۹۹ [۲۹]
- لیگ دسته یک امید ایران (۱): ۰۱–۱۴۰۰ [۳۰]
- لیگ برتر امید استان تهران (۱): ۰۲–۱۴۰۱ [۳۱]